# Zenit-2M

O foguete Zenit-2M.

O foguete Zenit-2M (em ucraniano, Зеніт-2M, que significa Zênite-2M')', é um veículo de lançamento descartável ucraniano, também conhecido como Zenit-2SB ou Zenit-2SLB, membro da família de foguetes Zenit, projetado pelo Yuzhnoye Design Bureau.
Esse modelo, é uma versão atualizada do Zenit-2, o primeiro voo ocorreu em 29 de junho de 2007, e o último (até o momento), ocorreu em 8 de novembro de 2011, (com a versão modificada Zenit-2FG).